# Mézidon-Canon
Mézidon-Canon is een plaats en voormalige gemeente in het Franse departement Calvados in de regio Normandië. De plaats maakt deel uit van het arrondissement Lisieux. Op 1 januari 2017 fuseerde de gemeenten met een aantal omliggende gemeente tot de commune nouvelle Mézidon Vallée d'Auge, waarvan Mézidon-Canon de hoofdplaats werd.
In 1831 fuseerde Mirbel met Mézidon, in 1848 Le Breuil en in 1972 Canon.

## Geografie
De oppervlakte van Mézidon-Canon bedraagt 10,9 km², de bevolkingsdichtheid is 432,4 inwoners per km².
De onderstaande kaart toont de ligging van Mézidon-Canon met de belangrijkste infrastructuur en aangrenzende gemeenten.

## Verkeer en vervoer
In plaats wordt bediend door het spoorwegstation Mézidon.

## Demografie
Onderstaande figuur toont het verloop van het inwonertal (bron: INSEE-tellingen).
Vanwege een beveiligingsprobleem met de MediaWiki Graph-software is het momenteel niet mogelijk deze grafiek weer te geven. Zodra de software is bijgewerkt zal de grafiek vanzelf weer zichtbaar worden.

## Geboren
- Léonce Élie de Beaumont (1798-1874), geoloog en mijnbouwkundige

Lijst van Franse gemeenten · Arrondissement Lisieux · Calvados · Normandië